# Концепт-арт

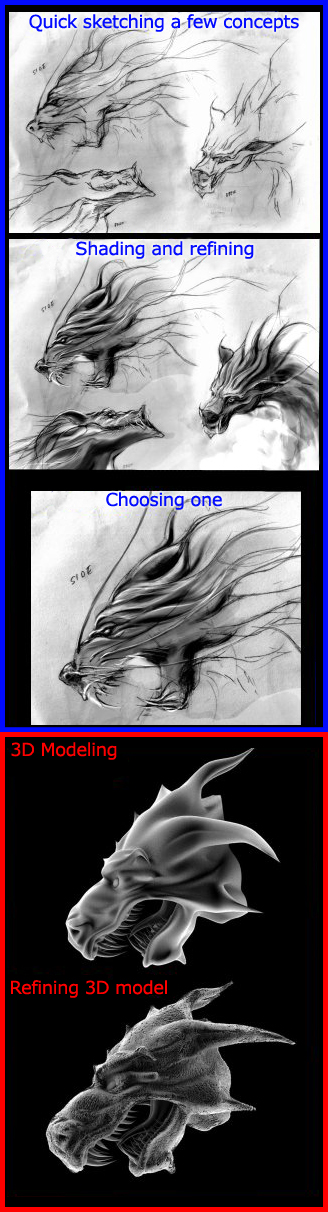
Приклад робочого процесу концептуального дизайну (синій), а потім 3D-моделювання (червоний), посилання та натхнення для 3D-моделювання є поширеним використанням концепт-арту.

Концепт-арт — форма образотворчого мистецтва, яка використовується для передачі ідеї для використання у фільмах, відеоіграх, анімації, коміксах, телевізійних шоу чи інших засобах масової інформації, перш ніж вона буде введена в кінцевий продукт. Концепт-арт зазвичай належить до творів мистецтва, що будують світ, які надихають на розробку медіа-продуктів, і не є тотожним візуальному мистецтву розвитку, хоча їх часто плутають.
Концепт-арт розробляється за допомогою кількох ітерацій. Перш ніж зупинитися на остаточному дизайні, досліджуються кілька рішень. Концепт-арт використовується не лише для розробки роботи, але й для демонстрації прогресу проєкту директорам, клієнтам та інвесторам. Після завершення розробки концепт-арт може бути перероблений і використаний для рекламних матеріалів.

## Історія
Термін «концепт-арт» використовувався анімаційною студією Уолта Діснея ще в 1930-х роках. Концепт-художник — це людина, яка створює візуальний дизайн для предмета, персонажа або області, якої ще не існує. Це стосується, зокрема, кіно, анімації, а віднедавна і створення відеоігор. Робота концепт-художника вимагає відданості, бачення та чіткого розуміння ролі.
Хоча необхідно мати навички образотворчого художника, концепт-художник також повинен мати можливість працювати в суворих дедлайнах як графічний дизайнер. Деякі концепт-художники можуть починати як образотворчі художники, промислові дизайнери, аніматори або навіть художники зі спецефектів. Інтерпретація ідей і способи їх реалізації — це те, де індивідуальна творчість концепт-художника проявляється найбільш яскраво, але тематика часто перебуває поза його контролем. Багато концепт-художників працюють у студії або віддалено вдома як фрилансери. Робота в студії має перевагу встановленої заробітної плати. У Сполучених Штатах середня річна валова зарплата концепт-художника в індустрії відеоігор становила $60 000-$70 000 на рік у 2017 році.

## Матеріали
Концепт-арт охопив використання цифрових технологій. Растрові графічні редактори для цифрового живопису стали доступнішими, а також апаратне забезпечення, наприклад графічні планшети, що забезпечують більш ефективні методи роботи. До цього використовувалися різноманітні традиційні засоби, такі як олійні фарби, акрилові фарби, фломастери та олівці. Багато сучасних пакетів для малювання запрограмовані на імітацію змішування кольорів так само як фарби змішуються на полотні; володіння традиційними медіа часто є першочерговим для концепт-художника для того, щоб користуватися програмним забезпеченням для малювання. До популярних програм для концепт-художників належать Photoshop і Corel Painter. Інші включають Manga Studio, Procreate та ArtRage. Більшість концепт-художників перейшли на цифрові носії через легкість редагування та швидкість. Багато концептуальних робіт мають жорсткі дедлайни, коли за короткий проміжок часу потрібно отримати ідеально відшліфовану роботу.

## Теми і стилі
Концептуальне мистецтво завжди охоплювало багато тем, будучи основним засобом дизайну кіноплакатів з перших днів існування Голлівуду, але двома найбільш поширеними сферами є наукова фантастика та фентезі. З недавнього часу концепт-арт став використовуватися у виробництві відеоігор, охоплюючи жанри від фентезі до реалістичних, залежно від кінцевого продукту.

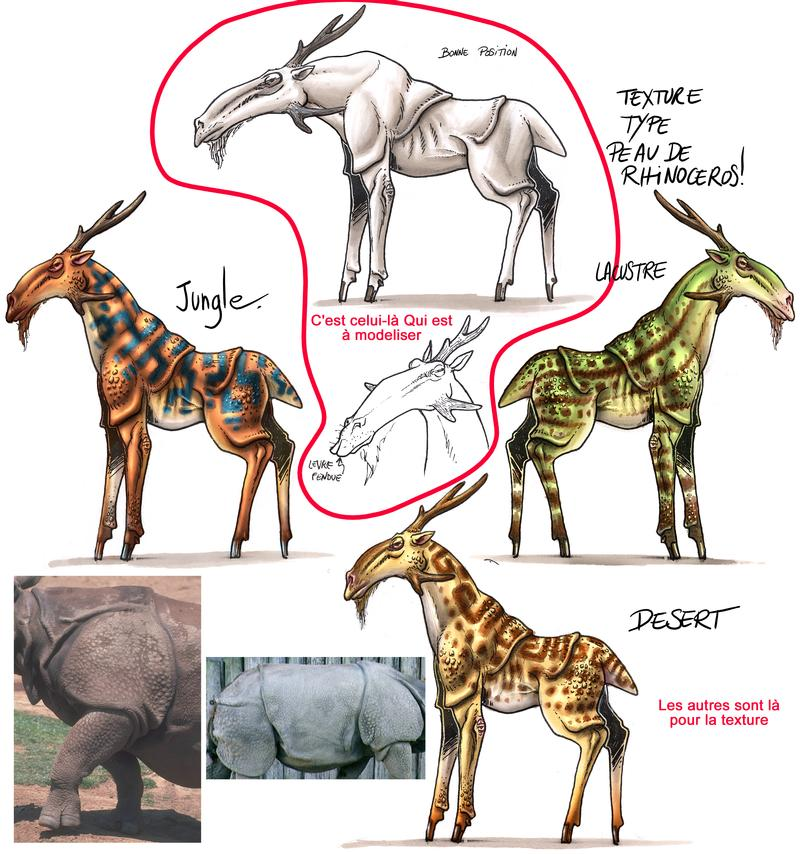
Очікується, що концепт-художники малюватимуть багато ітерацій однієї концепції. Часто вони можуть посилатися на об'єкти реального світу.

Концепт-арт варіюється від стилізованого до фотореалістичного, залежно від потреб проєкту. Художники, які працюють над проєктом, часто створюють великий оборот на ранній стадії виробництва «блакитного неба». Це забезпечує широкий спектр інтерпретацій, більшість з яких мають форму ескізів, швидкісних фарб і 3D-перефарбовувань. Пізніші роботи, такі як художні маскування, створюються настільки реалістично, наскільки це потрібно. Концепт-художникам часто доводиться підлаштовуватися під стиль студії, до якої вони наймаються. Здатність працювати в різних стилях цінується в концепт-художниках.

## Спеціалізація
Існує багато концепт-художників широкого профілю, але також є багато спеціалізованих людей. Різні спеціалізації включають, але не обмежуються створенням персонажів, істот, а також середовищ і навіть промислових дизайнів. Спеціалізація вважається кращою для фрилансерів, ніж для концепт-художників, які хочуть працювати вдома, де гнучкість є ключовою. Знання основ мистецтва, таких як анатомія, перспектива, теорія кольору, дизайн і освітлення, є важливими для всіх спеціалізацій.